# مارسيل موس
مارسيل موس (بالفرنسية: Marcel Mauss)‏ (10 مايو 1872- 10 فبراير 1950)، كان عالم اجتماع فرنسي، وابن أخت الفيلسوف إميل دوركايم، اجتاز عمله الأكاديمي حدود علم الاجتماع والأنثروبولوجيا. ربما يُعرف بشكل أفضل اليوم بسبب تأثيره على الانضباط الحالي، لا سيما في ما يتعلق بتحليلاته لمواضيع مثل السحر، والتضحية، وتبادل الهدايا في ثقافات مختلفة حول العالم. كان له تأثير كبير على مؤسس الأنثروبولوجيا الهيكلية كلود ليفي شتراوس. يُعد الهدية (1925) العمل الأشهر لمارسيل موس.

## خلفية
وُلد موس في إبنال، فوج، لعائلة يهودية. درس الفلسفة في بوردو، حيث كان خاله إميل دوركايم يدرّس في ذلك الوقت. بدأ موس بدراسة اللغويات، واللاهوت، والسنسكريتية، والعبرية، و«تاريخ الأديان والشعوب غير المتحضرة» في كلية الدراسات العليا في تسعينيات القرن التاسع عشر واستمر بدراستها لبقية حياته. نجح في امتحان الأغريغاتسيون في عام 1893. كان أيضًا ابن العم الأول لسلالة كلوديت (رفائيل) بلوخ، عالمة الأحياء البحرية ووالدة موريس بلوخ الذي أصبح عالم أنثروبولوجيا معروفًا. بدلًا من أخذ المسار المعتاد والتدريس في كلية ما بعد الجامعة، انتقل موس إلى باريس ودرس مقارنة الأديان والسنسكريتية.
كان منشوره الأول في عام 1896 بداية لمهنة مثمرة أنتجت العديد من المعالم في الأدب الاجتماعي. على غرار العديد من أعضاء السنة الاجتماعية، انجذب موس إلى الاشتراكية، خاصة تلك التي تبناها جان جوريس. نشط بشكل خاص في أحداث قضية دريفوس. ساعد في تحرير بعض الصحف اليسارية مع نهاية القرن مثل الحركة الشعبية، والإنسانية، والحركة الاشتراكية، الأخيرة بالتعاون مع جورج سيرويل.
بدأ موس بالاعتماد على الإثنوغرافيا في عام 1901، وبدأ عمله بتطوير الخصائص المرتبطة بالأنثروبولوجيا الرسمية الآن.
خدم موس في الجيش الفرنسي خلال الحرب العالمية الأولى منذ عام 1914 وحتى عام 1919 بصفته مترجمًا فوريًا. كانت تلك السنوات مدمرة للغاية بالنسبة له. مات العديد من أصدقائه وزملائه في الحرب، وتوفي عمه دوركايم قبل وقت قصير من نهايتها.

## منهجه
الإنسان حسب موس ظاهرة كلية ينبغي أن تدرس من كل زواياها وجوانبها لفهم كيف يتمفصل الفردي والجماعي. فالسباحة مثلا، كغيرها من تقنيات الجسد، لا يمكن فصلها عن المجتمع إذ لا تتعلق بالجسد فقط بل بالطرق تعليم هده التقنية وهي مؤسسات جماعية. فدراسة مثل هذه الظاهرة تخبرنا عن الطرق التي بها يندرج الفرد في المجتمع. كما أن مفهوم الفرد نفسه ليس معطى طبيعيًّا أوليٌّا بل له تاريخ يتلاقى فيه الطبيعي والثقافي والفردي والجماعي. في رسالته في العطاء أثبت موس أن التبادل لا يخضع للضرورات الاقتصادية فقط بل يُستعمل لإنشاء علاقات دبلوماسية أو سياسية أو قانونية كما أن له في بعض المجتمعات وظائفَ دينية وأبعادًا سياسية. وبعكس ماركس الذي رأى عملية الأنتاج كأساس المجتمع، رأى موس أن التبادل هو اساس البنية الاجتماعية، وإذا افترض البعض ان التبادل يحدث فقط في السوق، فيشير موس إلى وجود حياة كاملة من وراء السلع وعمليات التبادل لا تقتصر على السوق انما تشمل تبادل الهدايا أو الهبات في المناسبات الاجتماعية والدينية وغيرها. فهذه أمثلة معدودة لمقاربة موس للظواهر الاجتماعية ورفضه أن يحصرها في مجال علمي واحد إذ الإنسان حسب رأيه ظاهرة كلية لا تجوز تجزئتها.

## روابط خارجية
- مارسيل موس على موقع الموسوعة البريطانية (الإنجليزية)
- مارسيل موس على موقع إن إن دي بي (الإنجليزية)